# 记忆之场 (社会科学)
记忆之场（法語：lieu de memoire）是一个与集体记忆相关的概念，它指的是在集体记忆中具有特殊的意义的特定的地点、物体或事件。这个概念是由法国历史学家皮埃尔·诺拉提出的，他将它们定义为“复杂的事物”。它们既是自然的又是人为的，既是简单的又是模糊的，既是具体的又是抽象的，它们是物质，象征和功能这三种意义上的地方，位置，诱因。

## 扩展阅读
- Legg, Stephen. . Environment and Planning D: Society and Space. 2005-08, 23 (4): 481–504  [2021-10-12]. ISSN 0263-7758. doi:10.1068/d0504. （原始内容存档于2021-10-26） （英语）.
- Nora, Pierre. . Representations. 1989-04-01, 26: 7–24  [2021-10-12]. ISSN 0734-6018. doi:10.2307/2928520. （原始内容存档于2022-06-18） （英语）.